# Гаскуань, Каролина Ли

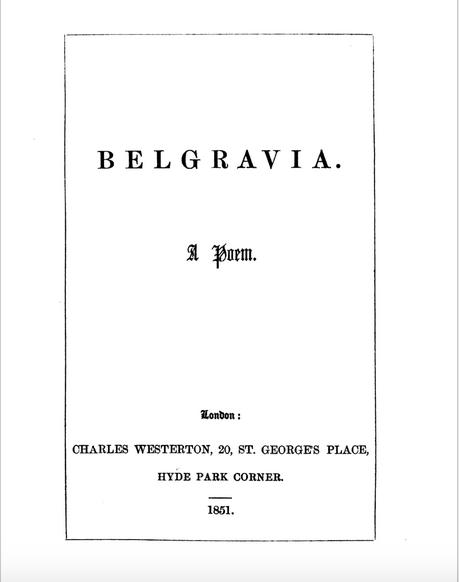
Поэма «Belgravia». 1851

Каролина Ли Гаскуань, урождённая Смит (англ. Caroline Leigh Gascoigne; 2 мая 1813, Лондон — 11 июня 1883, там же) — английская писательница и поэтесса.

## Биография

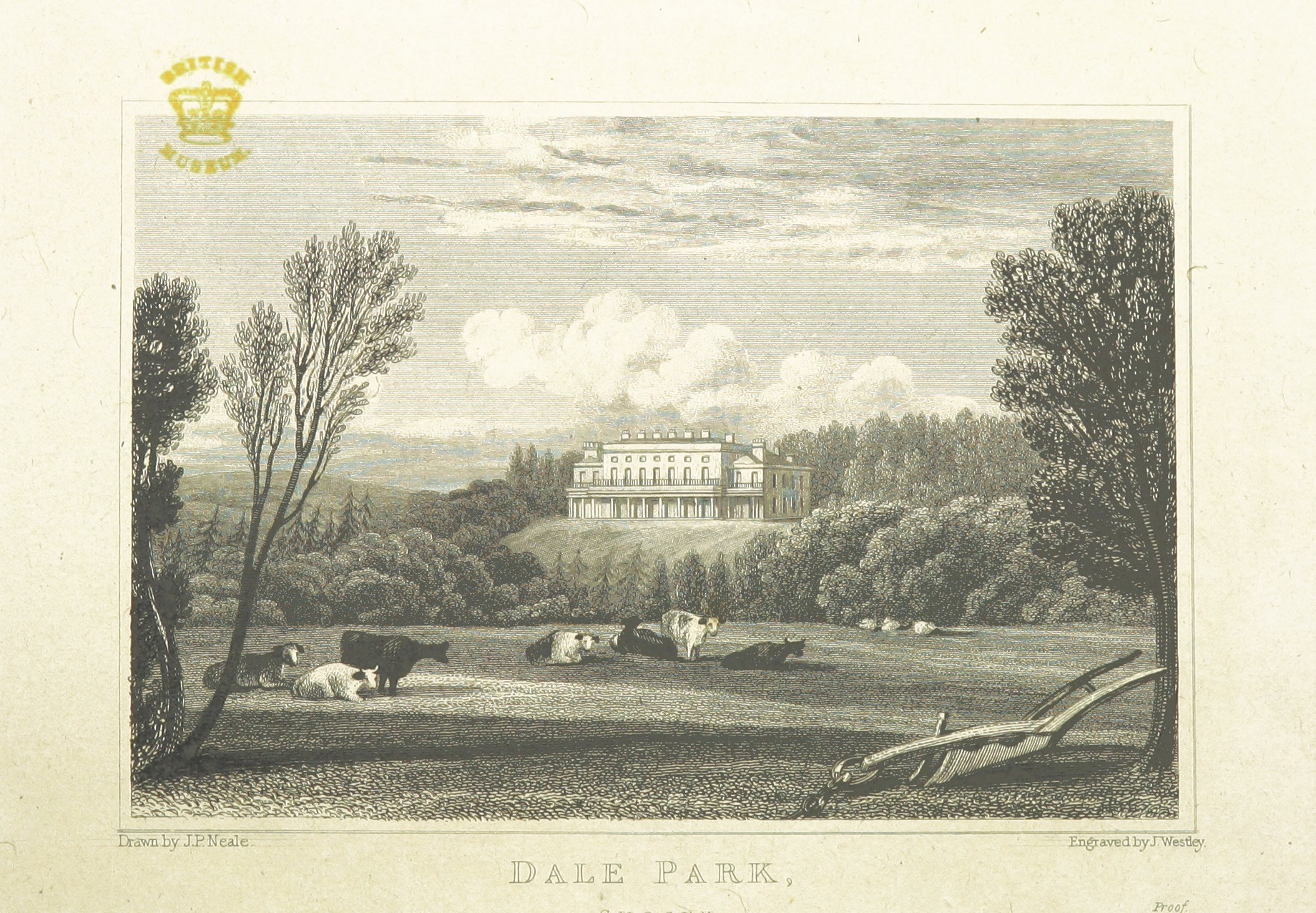
Дейл-Парк в Сассексе

Дочь члена парламента Джона Смита и его третьей жены Эммы Ли. Ранние годы провела в поместье отца, Дейл-Парк в Сассексе. Её отец был богатым банкиром, но его случайно отравила почти слепая жена, дав ему передозировку опиума.
Начала заниматься литературным творчеством в раннем возрасте. В 1834 году вышла замуж за подполковника (впоследствии генерала) Эрнеста Фредерика Гаскуаня, члена парламента от Ливерпуля, в браке с которым родила троих детей.
Написала ряд романов: «Temptation, or a wife’s perils», «The School for wives», «Evelyn Harcourt» и другие, отличающихся наблюдательностью и психологическим чутьем. Кроме того, издала стихотворения «Belgravia» (1851) и «Recollections of the Crystal-Palace» (1852).

## Избранные произведения
Поэмы
- Belgravia (1851)
- Recollections of the Crystal Palace (1852)
- England’s Heroes! (1855)

Романы
- Temptation, or, a wife’s perils (1839)
- The school for wives (1839)
- Evelyn Harcourt (1842)
- Spencer’s Cross Manor House, a tale for young people (1852)
- The Next Door Neighbours (1855)
- Doctor Harold (1865)

Рассказы и повести
- My aunt Prue’s railway journey (1865)
- Dr. Harold’s Note-Book (1869)
- In Memoriam (1878)